# أدولف مارتنز
أدولف مارتنز (بالألمانية: Adolf Martens) هو مهندس ومخترِع ألماني، ولد في 6 مارس 1850 في Gammelin ‏ في ألمانيا، وتوفي في 24 يوليو 1914 في Groß-Lichterfelde ‏ في ألمانيا.